# Дембяни (Казімерський повіт)
Дембяни (пол. Dębiany) — село в Польщі, у гміні Чарноцин Казімерського повіту Свентокшиського воєводства.
Населення — 246 осіб (2011).
У 1975-1998 роках село належало до Келецького воєводства.

## Демографія
Демографічна структура на день 31 березня 2011 року:
|          | Загалом | Допрацездатний вік | Працездатний вік | Постпрацездатний вік |
| -------- | ------- | ------------------ | ---------------- | -------------------- |
| Чоловіки | 124     | 21                 | 86               | 17                   |
| Жінки    | 122     | 20                 | 68               | 34                   |
| Разом    | 246     | 41                 | 154              | 51                   |